# Oblička Sena
Oblička Sena (en serbe cyrillique : Обличка Сена) est un village de Serbie situé sur le territoire de la Ville de Vranje, district de Pčinja. Au recensement de 2011, il comptait 27 habitants.

## Démographie
| 1948 | 1953 | 1961 | 1971 | 1981 | 1991 | 2002 | 2011 |
| ---- | ---- | ---- | ---- | ---- | ---- | ---- | ---- |
| 355  | 350  | 330  | 302  | 216  | 126  | 52   | 27   |

|  |